# Ibrahim Oweiss
 (octobre 2010).
Si vous disposez d'ouvrages ou d'articles de référence ou si vous connaissez des sites web de qualité traitant du thème abordé ici, merci de compléter l'article en donnant les références utiles à sa vérifiabilité et en les liant à la section « Notes et références ».
Ibrahim Mohamed Oweiss, né le 25 septembre 1931 et mort le 27 novembre 2023, est un économiste, professeur d'économie à l'université de Georgetown de Washington et ancien diplomate égyptien.
Il est spécialiste de l'économie internationale et des relations entre les États-Unis et le monde arabe.

## Biographie
Ibrahim Oweiss est né en Égypte et a obtenu la nationalité américaine.
Il invente le concept de pétrodollar[réf. nécessaire] pour décrire l’influence des fluctuations des prix de pétrole de l’OPEP sur la devise américaine.
Il obtient l’équivalent de la licence en sciences économiques et politiques à l’université d'Alexandrie en 1952, puis poursuit des études pour le doctorat à l’université du Minnesota aux États-Unis, qu’il acquiert en 1962. 
Il enseigne l’économie politique à l’université Harvard, à l'université Johns-Hopkins et à l'université de Georgetown où il enseigne  actuellement[Quand ?], il a exercé la fonction de consultant économique pour plusieurs pays l’Égypte, le Koweït, le Qatar, Panama, Taïwan et l’Arabie saoudite. 
L’ancien président américain Bill Clinton est un de ses anciens élèves.[réf. nécessaire]